# モナ・マフムードニジャード
モナ・マフムードニジャード（Mona Mahmudnizhad、ペルシア語: مونا محمود نژاد、1965年 - 1983年6月18日）は、イラン出身のバハイ教徒である。彼女はバハイ教徒であるという理由により、他の9人のバハイ教徒の女性とともに死刑を宣告され、シーラーズで絞首刑に処された。
モナ・マフムードニジャードは子供たちにバハイ教に関する授業を行った件で逮捕され、追及された。イラン政府は彼女と他の逮捕された女性たちに、彼女たちの宗教を捨てるよう拷問を加えて要求した。 しかし彼女たちが棄教を拒否すると、死刑が宣告された。彼女たちへの判決に対しては、当時のアメリカ大統領であったレーガンが寛大な判決を出すよう要請していたが、しかし彼女たちは1983年の6月18日に絞首刑に処された。
マフムードニジャードの逸話はいくつかの芸術作品の題材となった。音楽家のドゥーグ・キャメロンはミュージック・ビデオ「Mona with the Children」（子供たちとともにあるモナ）で彼女の逸話を再現した。これはカナダのポップミュージックのチャートに載った（1985年の10月19日の週で14位）。
このビデオは音楽シーンの合間に挿入されており、バハイ教徒のイランにおける人権状態に関する関心を呼び起こすのに効果的であった。 最近では、「A Dress for Mona」（モナのためのドレス）という演劇が製作され 、また現在ジャック・レンズ は映画「Mona's Dream」（モナの夢）の製作に当たっている。